# Chūō-ku (Kumamoto)
Chūō-ku (中央区?) è uno dei cinque quartieri amministrativi della città di Kumamoto, in Giappone.